# Sundsvalls garnison
Sundsvalls garnison var en garnison inom svenska Försvarsmakten som verkade i olika former åren 1943–1982 i Sundsvall, Västernorrlands län.

## Historik

### Södra berget
Den 4 oktober 1940 detacherades en beredskapsdivision ur Östgöta luftvärnsregemente till Sundsvall, vilken förlades till Gustav Adolfsskolan på Södra Järnvägsgatan, samt med stab på Hotel Knaust på Kyrkogatan samt i Tingshuset på Storgatan. Den 1 oktober 1942 avskildes detachementet från Östgöta luftvärnsregemente och bildade Sundsvalls luftvärnskår (Lv 5). Kåren förlades den 12 april 1943 till ett nyuppfört kasernetablissement vid Regementsvägen vid Södra berget. Kasernetablissementet utgjordes av ett kanslihus, fyra kompanikaserner, ett skolhus, en matsalsbyggnad samt ett flertal verkstads- och förrådsbyggnader.
År 1977 beslutade riksdagen om att regementet skulle avvecklas. Det då regeringen i sin proposition ansåg att Sundsvalls luftvärnsregemente hade otillfredsställande tillgång på övningsmark i Sundsvall. Dock hade regementet Sveriges bästa luftvärns skjutplats på Åstön, något som bortsågs, då man enbart i bedömningen tittade på närövningsfältet med skjutbanor.
Från den 1 januari 1983 kvarstod en kasern samt skolhuset vid kasernområdet inom försvaret, vilka förvaltades av Västernorrlands försvarsområde. År 2000 blysanerades marken som den närbelägna skjutbanan låg på, vilken 2011 revs för att återställa marken. Den 30 april 2013 lämnades området helt av Försvarsmakten, vilket då hade använts av bland annat Medelpads hemvärnsbataljon.
Kasernetablissementet är intakt från den tiden det användes av försvaret, då inga byggnader rivits, men har sedan 1980-talet utvecklats till en företagsby, med olika verksamheter, bland annat bedrivs ett vandrarhem i det före detta kanslihuset.

### Åstön
Åstöns skjutfält var ett skjutfält på Tynderölandet i Timrå kommun och är delvis är naturskyddat sedan 2000. Skjutfältet utgjordes av ett 700 hektar stort område inklusive det 300 år gamla fiskeläget vid Skeppshamn. Skjutfältet inrättades 1948 som övnings- och skjutområde för Sundsvalls luftvärnskår (Lv 5). Försvaret köpte upp mark av fiskare och småbrukare under 1950-talet för att 1965 nått ett dryga 720 hektar stort område. Skjutfältet som var en skjutplats till luftvärnet, ansågs vara det mest lämpliga inom truppslaget, där samtliga som gjorde värnplikten vid Sundsvalls luftvärnskår förlades för skjutövningar. År 1977 beslutade riksdagen om att, då benämnt, Sundsvalls luftvärnsregemente skulle avvecklas sommaren 1982. Därmed kom förvaltningen av skjutfältet att överföras till Västernorrlands regemente (I 21/Fo 23). Skjutfältet kom därefter att användas för främst repetitionsutbildning av luftvärns- och värnförband samt frivilliga organisation.
Den 1 juli 1995 lades skjutfältet i malpåse, det genom att skjutfältet och dess läger stängdes och gick på underhållsdrift. I lägret drogs värmen ned betydligt, köket stängdes och inga bokningar för övningar på skjutfältet togs emot. Senare beslutades genom försvarsbeslutet 1996 att skjutfältet skulle avvecklas och utgå ur Försvarsmaktens organisation, därmed fick Fortifikationsverket i uppdrag om att sälja området. Timrå kommun fick 1998 erbjudande om att köpa hela eller delar av skjutfältet. Timrå kommun antog erbjudandet om att köpa den östra och yttre delen av skjutfältet. Under hösten 1999 ändrades erbjudandet av Fortifikationsverket så att försäljningen inte omfattade Åstholmen.
Sommaren 2005 inledde Försvarsmakten saneringsarbetet av skjutfältet, på ett 350 hektar stort område. Saneringen beräknades då pågå i två till tre år. I december 2009 publicerade Försvarsmakten sin slutrapport om saneringen, vilken bland annat konstaterade att över 1 000 granater hade plockats upp från havsbottnen vid Leskäret utanför Åstön.

## Minnesstenar och minnesmärken
| Bild | Minnessten                                                          | Koordinater                                   | Kort beskrivning |
| ---- | ------------------------------------------------------------------- | --------------------------------------------- | --- |
|      | Minnessten över Sundsvalls luftvärnsregemente i Sundsvall.          | 62°22′36″N 17°18′33″Ö / 62.37677°N 17.30907°Ö | Minnesmärke av granit med en plåt av koppar rest år 1982 av Sundsvall och Timrå kommuner, Sundsvalls frivilliga försvarsorganisationer samt företag, föreningar och enskilda. Text: SUNDSVALLS LUFTVÄRNSREGEMENTE VERKADE 1940–1982 OCH KNÖT STARKA BAND MED BYGDEN. |
|      | Minnessten över Sundsvalls luftvärnsregementes skjutplats på Åstön. | 62°24′15″N 17°43′32″Ö / 62.40416°N 17.72565°Ö | Minnesmärke av granit med plåt av koppar rest år 1982 av Sundsvall och Timrå kommuner, Sundsvalls frivilliga försvarsorganisationer samt företag, föreningar och enskilda. Text: SUNDSVALLS LUFTVÄRNSREGEMENTE VERKADE 1940–1982 OCH KNÖT STARKA BAND MED BYGDEN.    |